# Xiao Zhan
Xiao Zhan (en chino, 肖战; pinyin, Xiào Zhàn) (Chongqing, 5 de octubre de 1991), también conocido internacionalmente como Sean Xiao, es un actor y cantante chino.
Alcanzó la fama internacional con su interpretación como Wei Wuxian en la serie The Untamed (2019). En 2021 debutó en teatro con la obra de ocho horas "如夢之夢" (Un sueño como un sueño), dirigida por Yang Hua y presentada en Wuhan, recibiendo elogios de la crítica.
Lanzó en abril de 2020 el sencillo digital "光点" (Spotlight), que vendió entre 24,37 y 25,48 millones de copias en sus primeras 24 horas en China, estableciendo un récord Guinness como la pista digital más rápida en ventas del país.

## Primeros años y educación
Xiao Zhan nació el 5 de octubre de 1991 en Chongqing. Desde pequeño mostró inclinación por las artes, aprendiendo a pintar y a tocar el violín. Más tarde estudió diseño gráfico en el Modern International Art Design Academy de la Chongqing Technology and Business University, donde participó activamente en la vida cultural del campus. Fue miembro del comité literario de su clase, director del departamento vocal masculino del coro universitario y del grupo artístico estudiantil, además de actuar en la compañía de artes lingüísticas de la institución. Durante su etapa académica, obtuvo el reconocimiento como uno de los “Diez Mejores Cantantes del Campus”.
En octubre de 2012, durante su etapa universitaria, Xiao Zhan y sus amigos fundaron Yiguang Film Media, un estudio de fotografía donde él trabajó como fotógrafo principal, y NED Design Studio, un estudio dedicado al diseño gráfico. Tras graduarse en 2014 y antes de debutar como artista, ejerció profesionalmente como fotógrafo y diseñador gráfico.

## Carrera musical
En 2016 realizó su primera interpretación durante el Concierto de Año Nuevo de Zhejiang TV, interpretando el sencillo "Freeze" y el tema "Be A Man".
El 28 de septiembre del mismo año se unió a la banda china X-NINE junto a Xia Zhiguang, Zhao Lei, Yan Xujia, Peng Chuyue, Jason Koo, Chen Emn, Wu Jiacheng y Guo Zifan. En el grupo, asumió la posición de vocalista principal y bailarín.
El 18 de julio de 2025, el nombre de usuario de Xiao Zhan en Weibo cambió de “X玖少年团肖战DAYTOY” a simplemente “肖战”, eliminando cualquier referencia al grupo X-NINE. Aunque no se ha emitido un comunicado oficial que confirme la finalización de su contrato con Wajijiwa Entertainment, este movimiento ha sido interpretado por muchos como un indicio de su independencia profesional.

## Carrera actoral
El 18 de febrero de 2017, apareció por primera vez en el programa de variedades Happy Camp como invitado junto a su grupo X-NINE y otros artistas. Ese mismo año se unió al elenco principal de la serie histórica The Wolf (también conocida como The Majesty of Wolf), interpretando a Ji Chong.
En abril de 2018, obtuvo su primer papel protagónico televisivo en la serie de fantasía histórica Oh! My Emperor, en la que interpretó a Beitang Moran. Más tarde, en septiembre del mismo año, participó en Battle Through the Heavens como Lin Xiuya.
En 2019, alcanzó gran reconocimiento al protagonizar la serie The Untamed, basada en la novela Mo Dao Zu Shi, interpretando a Wei Wuxian. La producción fue un éxito internacional y consolidó su fama. Ese mismo año debutó en cine con Jade Dynasty, donde interpretó a Zhang Xiaofan, y participó en la serie Joy of Life como Yan Bingyun. 
En 2021, protagonizó Douluo Continent en el papel de Tang San y, posteriormente, la serie romántica The Oath of Love como Gu Wei. También fue elegido para protagonizar The Longest Promise (Jade Bone Ballad), interpretando a Shi Ying.

## Filmografía

### Series de televisión
| Año         | Título                     | Personaje                          | Notas                     |
| ----------- | -------------------------- | ---------------------------------- | ------------------------- |
| 2023        | Where Dreams Begin         | Xiao Chuncheng                     | [ 19 ]                    |
| 2023        | The Longest Promise        | Shi Ying                           | 50 episodios              |
| 2022        | The Oath of Love           | Dr. Gu Wei                         | 30 episodios              |
| 2021 - 2022 | Ace Troops                 | Gu Yiye                            | 40 episodios              |
| 2021        | Douluo Continent           | Tang San                           | 40 episodios              |
| 2020        | The Wolf                   | Ji Chong/ Li Ju Yao (Prince Chuan) | 49 episodios              |
| 2020        | Heroes In Harm's Way       | Cai Ding                           | 2 episodios               |
| 2019 - 2020 | Joy of Life                | Yan Bingyun                        |                           |
| 2019        | The Untamed                | Wei Wuxian (Wei Ying) / Mo Xuanyu  | 50 episodios              |
| 2018        | Battle Through the Heavens | Lin Xiuya                          |                           |
| 2018        | Oh! My Emperor             | Beitang Moran                      | 41 episodios              |
| 2016        | Shuttle Love Millennium    | Liang Lao Ban                      |                           |
| 2016        | Super Star Academy         | Fang Tian Ze                       | 30 episodios - (webdrama) |

### Películas
| Año  | Título                                               | Personaje                    | Notas                                                               |
| ---- | ---------------------------------------------------- | ---------------------------- | ------------------------------------------------------------------- |
| 2019 | Jade Dynasty (诛仙)                                  | Zhang Xiaofan                | junto a Li Qin, Tang Yixin, Meng Meiqi, Li Shen (李燊) y Qiu Xinzhi |
| 2019 | The Rookies (素人特工)                               | Yuan Jinglin                 | junto a Darren Wang, Sandrine Pinna, Milla Jovovich y Xu Weizhou    |
| 2019 | Xiao Zhan Lipstick Movie (口红微电影)                | -                            | (corto)                                                             |
| 2019 | Feel The World (慢游旅行家)                          | -                            | (corto)                                                             |
| 2018 | Monster Hunt 2 (捉妖记2)                             | Pequeño Demonio              | junto a X-NINE                                                      |
| 2016 | Warrior Spirit (骑士精神)                            | Guerrero del Viento (风骑士) | (corto)                                                             |
| 2016 | The Brightest Star in the Sky (夜空中最亮的星)       | -                            | (corto)                                                             |
| 2015 | Eighteen (十八岁)                                    | Xiao Zhan                    | (corto)                                                             |
| 2015 | Heartbreak Singing Machine (失恋点唱机)              | Exnovio de Chen              | (corto)                                                             |
| 2015 | Youth Self-Saving Fire Defense Wall (少年自救防火墙) | -                            | (corto)                                                             |

### Programas de variedades
| Año             | Título                          | Notas                                   |
| --------------- | ------------------------------- | --------------------------------------- |
| 2021 - presente | Marvelous City                  | miembro                                 |
| 2020            | Who's the Murderer S5           | invitado                                |
| 2020            | Young Forever                   | invitado                                |
| 2019 - 2020     | Our Song (我们的歌)             | miembro                                 |
| 2017, 2019      | Day Day Up                      | 2 episodios - invitado                  |
| 2018            | Produce 101 China               | (ep. #8) - invitado                     |
| 2018            | Super Nova Games (超新星全運會) | concursante - junto a X-NINE            |
| 2018            | Ace vs. Ace S3                  |                                         |
| 2017, 2018      | Happy Camp                      | (ep. #998, 1043) - invitado             |
| 2015            | X-Fire (燃烧吧少年)             | 12 episodios - miembro - junto a X-NINE |
| -               | Teen Channel                    |                                         |

### Teatro
| Año  | Título                          | Personaje    | Notas  |
| ---- | ------------------------------- | ------------ | ------ |
| 2021 | A Dream Like A Dream (如梦之梦) | Patient No.5 | [ 28 ] |

### Anuncios
| Año  | Título                                            | Notas |
| ---- | ------------------------------------------------- | ----- |
| 2021 | Zenith New Brand Abassador                        |       |
| 2020 | Budweiser - Yuan Xiao Festival (Lantern Festival) |       |
| 2020 | VogueMe x Estée Lauder                            |       |
| 2020 | Estée Lauder                                      |       |
| 2019 | Braun                                             |       |
| 2019 | Qeelin Jewelry’s Christmas                        |       |
| 2019 | Zwilling - Knife Set                              |       |

### Revistas / sesiones fotográficas
| Año        | Título                            | Notas                                           |
| ---------- | --------------------------------- | ----------------------------------------------- |
| 2022       | ELLE                              | (publicación de enero)                          |
| 2020       | VogueMe                           | (publicación de febrero) - junto a Estelle Chen |
| 2020       | Portrait Magazine                 | (publicación de febrero)                        |
| 2020       | Harper's Bazaar China             | (publicación de febrero)                        |
| 2019       | Qeelin Jewelry                    |                                                 |
| 2019       | Madame Figaro Hommes China        | (publicación de octubre)                        |
| 2019       | NeufMode Magazine                 |                                                 |
| 2019       | Grazia China (红秀)               | (publicación digital)                           |
| 2019       | Vogue China                       | (publicación de septiembre)                     |
| 2019       | Cosmopolitan China (时尚)         | (publicación digital #4)                        |
| 2019       | Southern Metropolis Entertainment |                                                 |
| 2019       | OK! Magazine China                | (publicación #183)                              |
| 2019       | Our Street Style                  |                                                 |
| 2019       | Nylon China                       | (publicación de julio)                          |
| 2019       | Harper’s Bazaar China             | (publicación de octubre) - junto a Wang Yibo    |
| 2019       | ELLE China (世界时装之苑)         |                                                 |
| 2019       | Cosmopolitan China (时尚)         |                                                 |
| 2019       | Grazia China (红秀)               |                                                 |
| 2019       | BELLA (伊周)                      |                                                 |
| 2018       | ELLE Men China (新青年)           |                                                 |
| 2018       | Life Style (精品购物指南)         |                                                 |
| 2017, 2018 | So Cool China (体育博览)          |                                                 |
| 2017       | GQ China (智族)                   |                                                 |
| 2017       | L'OFFICIEL (时装)                 |                                                 |
| 2017       | Chic Teen China (小资)            |                                                 |
| 2017       | 南都娱乐周刊                      |                                                 |
| 2016, 2017 | Easy (音乐世界)                   |                                                 |
| 2016       | 时装男士                          |                                                 |

### Endorsos / Embajador
| Año    | Marca                                   | Notas                 |
| ------ | --------------------------------------- | --------------------- |
| 2021 - | Gucci                                   | Portavoz global       |
| 2021 - | Tod’s                                   | Portavoz global       |
| 2021 - | Zenith Watches                          | Portavoz global       |
| 2021 - | OCAK oatmeal                            | Portavoz              |
| 2021 - | Tencent Video                           | Portavoz              |
| 2020   | Kai Xiao Zao Self-cook Meals            | Portavoz              |
| 2019   | 2020 Chinese New Year’s Gala            | Portavoz              |
| 2019   | Roseonly Florist                        | Portavoz              |
| 2019   | Oppo                                    |                       |
| 2019   | Piaget                                  |                       |
| 2019   | The Smiling, Proud Wanderer Mobile Game | Portavoz              |
| 2019   | Budweiser Beer                          | Portavoz              |
| 2019   | Estée Lauder: Makeup & Fragrances       | Portavoz              |
| 2019   | Meng Niu’s Zhenguoli Yogurt Drinks      | Portavoz              |
| 2019   | Luckin Tea                              | Portavoz              |
| 2019   | Tide                                    |                       |
| 2019   | Crest Toothpaste                        |                       |
| 2019   | Vidal Sassoon                           |                       |
| 2019   | OnePiece: Stampede                      | Embajador promocional |

### Eventos / conciertos
| Año  | Título                                          | Notas                                                                            |
| ---- | ----------------------------------------------- | -------------------------------------------------------------------------------- |
| 2021 | 2020 Weibo Night                                | [ 29 ]                                                                           |
| 2020 | Dragon TV New Year’s Gala                       | (interpretó junto a Na Ying "Don’t Ask Me What Is Disco" (别再问我什么是迪斯科)) |
| 2020 | Beijing TV - International Nurses Day           | (interpretó "Bamboo in the Rocks")                                               |
| 2020 | Beijing TV 2020 Spring Festival Gala            | (también conocida como "BTV Spring Festival Gala 2020")                          |
| 2020 | 2019 Weibo Awards Ceremony                      |                                                                                  |
| 2020 | 2019 Jinri Toutiao Gala                         |                                                                                  |
| 2020 | 2019 Tencent Entertainment White Paper Awards   |                                                                                  |
| 2020 | 2019 China Literature Super IP Gala             | (interpretó "The Remaining Years" (余年)") - en Shanghái                         |
| 2019 | Vidal Sassoon Product Launch Event              | en Shanghái                                                                      |
| 2019 | 2019 Tencent Video Star Awards                  |                                                                                  |
| 2019 | Dongfang/Dragon TV - New Year’s Eve Gala        | (Dragon TV New Year Countdown Concert)                                           |
| 2019 | Sina Weibo's - Most Beautiful Performance       |                                                                                  |
| 2019 | 2019 Cosmo Glam Night                           |                                                                                  |
| 2019 | 2020 iQiYi Scream Night Event                   |                                                                                  |
| 2019 | 2019 Fashion Gala - Madame Figaro               |                                                                                  |
| 2019 | Bazaar Stars Charity Night                      | [ 31 ]                                                                           |
| 2019 | Hunan TV - "Suning Double 11 Carnival Festival" | (interpretó: "Best Days of My Youth" (尚好的青春))                               |
| 2019 | The Untamed Nanjing Concert                     | (junto al elenco de "The Untamed")                                               |
| 2019 | 2019 Zhejiang TV Autumn Gala Concert            |                                                                                  |

## Discografía

### Sencillos
| Año  | Título                                                      | Álbum                                 | Notas                                                                            |
| ---- | ----------------------------------------------------------- | ------------------------------------- | -------------------------------------------------------------------------------- |
| 2021 | We Are All Heading For A Better Future (最幸运的幸运)       | -                                     | (canción oficial para los Asian Games Hangzhou 2022)                             |
| 2020 | My Luckiest Fortune (最幸运的幸运)                          | -                                     | (canción interpretada durante el Tencent Video All Star Night 2020)              |
| 2020 | The Smiling, Proud Wanderer, Blue Sea Laughter (沧海一声笑) | -                                     | Interpretación durante el "BTV 2020 Spring Festival Gala" - junto a Jin Dong     |
| 2019 | We Are All Dream Chasers                                    | -                                     | Interpretación durante el "Dragon TV’s New Year Countdown Concert" - junto a Lay |
| 2019 | Remaining Years                                             | OST de "Joy of Life"                  |                                                                                  |
| 2019 | Satisfaction (满足)                                         | -                                     | Canción para "2019 Bazaar Stars Charity Night"                                   |
| 2019 | Two Tigers (两只老虎)                                       | Canción promocional para "Two Tigers" |                                                                                  |
| 2019 | You’re The Most Beautiful Scene in My Life                  | -                                     | Canción del Concierto 2019 Zhejiang TV Autumn Gala                               |
| 2019 | Asking the Youth (问少年)                                   | OST de "Jade Dynasty"                 |                                                                                  |
| 2019 | Song Ends with Chen Qing (曲尽陈情)                         | OST de "The Untamed"                  |                                                                                  |
| 2019 | Unrestrained (无羁)                                         | OST de "The Untamed"                  | junto a Wang Yibo                                                                |
| 2018 | Stepping on Shadows (踩影子)                                | OST de "Oh! My Emperor"               |                                                                                  |
| 2018 | Battle Through the Heavens (斗破苍穹)                       | OST de "Battle Through the Heavens"   |                                                                                  |
| 2018 | Satisfied (满足)                                            | -                                     |                                                                                  |

### Otras canciones
| Año  | Título                                | Álbum                                                  | Notas                                                                                            |
| ---- | ------------------------------------- | ------------------------------------------------------ | ------------------------------------------------------------------------------------------------ |
| 2020 |                                       | -                                                      | junto a Yang Zi - (canción interpretada durante el Tencent Video All Star Night 2020)            |
| 2020 | Ode to the Red Plum Blossoms (红梅赞) | Rendición a la canción                                 | [ 32 ]                                                                                           |
| 2020 | Everlasting Peace                     | Lanzado por People’s Daily                             | junto a Li Yuchun                                                                                |
| 2020 | Believe That Love Will Win            | Lanzado por China Federation of Literary & Art Circles | (Canción para apoyar a quienes luchan contra el coronavirus) - junto a otros artistas            |
| 2020 | 战疫                                  | Lanzado por China Federation of Literary & Art Circles | (Canción y mensajes para apoyar a quienes luchan contra el coronavirus) - junto a otros artistas |
| 2019 | Faded                                 | -                                                      | (Canción que interpretó durante el último episodio de Our Song) - junto a Angela Chang           |
| 2019 | The Best Summer (最好的夏天)          | "Youth for the Motherland Singing"                     | (Canción para el 70° Aniversario de la República Popular de China) - junto a Song Zu'er          |
| 2019 | My Chinese Heart (我的中国心)         | "Youth for the Motherland Singing"                     | (Canción para el 70° Aniversario de la República Popular de China)                               |
| 2019 | My Motherland and I (我和我的祖国)    | "Youth for the Motherland Singing"                     | (Canción para el 70° Aniversario de la República Popular de China)                               |

### X-NINE[35]

#### Miniálbum
| Fecha                   | Título                    | Lista de canciones |
| ----------------------- | ------------------------- | --- |
| 9 de mayo de 2018       | Keep Online (No version)  | 1. Do you miss me? (你想我嗎) - (junto a Wu Jiacheng, Peng Chuyue, Jason Koo) 2. Signal (信號) - (junto a Zhao Lei, Wu Jiacheng y Peng Chuyue) 3. Players (玩家) 4. Blazing heat (熾熱) |
| 14 de febrero de 2018   | Keep Online (Yes version) | 1. We Want What We Want 2. May I Have Your Heart-IP (永不下線的,才算愛嗎) 3. BIG SHOW 4. Face Face (顏值說)                                                                             |
| 1 de septiembre de 2015 | X玖                       | 1. Yǐ Jǐ Zhī Ming (以己之名) 2. B.O.Y.S 3. Yong Zì Ba Fa (永字八法) |

#### Sencillo
| Fecha                    | Título                                          | Lista de canciones                                 |
| ------------------------ | ----------------------------------------------- | -------------------------------------------------- |
| 24 de abril de 2018      | I Want To Give You (我想給你)                   | 1. I Want To Give You (我想給你)                   |
| 17 de abril de 2018      | Face Face (顏值說)                              | 1. Face Face (顏值說)                              |
| 16 de marzo de 2018      | BIG SHOW                                        | 1. BIG SHOW                                        |
| 1 de febrero de 2018     | May I Have Your Heart-IP (永不下線的,才算愛嗎?) | 1. May I Have Your Heart-IP (永不下線的,才算愛嗎?) |
| 2 de enero de 2018       | We Want What We Want                            | 1. We Want What We Want                            |
| 28 de abril de 2017      | Say No (炫斗青春)                               | 1. Say No (炫斗青春)                               |
| 18 de diciembre de 2016  | Yong Zì Ba Fa (永字八法)                        | 1. Yong Zì Ba Fa (永字八法)                        |
| 9 de noviembre de 2016   | B.O.Y.S.                                        | 1. B.O.Y.S.                                        |
| 24 de septiembre de 2016 | Yǐ Jǐ Zhī Ming (以己之名)                       | 1. Yǐ Jǐ Zhī Ming (以己之名)                       |
| 1 de septiembre de 2015  | Fight Through The Sky (斗破苍穹)                | 1. Fight Through The Sky (斗破苍穹)                |

## Premios y nominaciones

### Televisión y cine
| Año  | Categoría                               | Premio                                                       | Trabajo                    | Resultado |
| ---- | --------------------------------------- | ------------------------------------------------------------ | -------------------------- | --------- |
| 2021 | Weibo King                              | Weibo Awards Ceremony                                        | -                          | Ganó      |
| 2020 | Tencent Video VIP Stars                 | Tencent Video All Star Night 2020                            | -                          | Ganó      |
| 2020 | Weibo King                              | Weibo Night Event                                            | -                          | Ganó      |
| 2020 | Star Power of the Year                  | Tencent Entertainment White Paper                            | The Wolf                   | Ganó      |
| 2020 | Most Popular Actor                      | Weibo TV Series Award                                        | The Wolf                   | Ganó      |
| 2020 | Best Male Lead                          | WeTv 2020 Award                                              | The Untamed                | Ganó      |
| 2020 | Actor of the Year                       | China Literature Awards Ceremony                             | The Untamed y Jade Dynasty | Ganó      |
| 2020 | Heartthrob Actor                        | China Literature Awards Ceremony                             | Jade Dynasty               | Ganó      |
| 2020 | New Actor of the Year                   | China Screen Award                                           | Jade Dynasty               | Ganó      |
| 2020 | Weibo King                              | Weibo Awards Ceremony                                        | -                          | Ganó      |
| 2020 | Hot Figure of the Year                  | Weibo Awards Ceremony                                        | -                          | Ganó      |
| 2020 | Most Noticed Male Celebrity             | Jinri Toutiao Awards Ceremony                                | -                          | Ganó      |
| 2019 | Most Noticed Male Celebrity             | Jinri Toutiao Awards Ceremony                                | -                          | Ganó      |
| 2019 | Influential Artist of the Year          | 2019 Tencent Entertainment White Paper                       | -                          | Ganó      |
| 2019 | TV Drama Actor of the Year              | 2019 Tencent Entertainment White Paper                       | The Untamed                | Ganó      |
| 2019 | Popular TV Series Actors of the Year    | Tencent Video All Star Award                                 | The Untamed                | Ganó      |
| 2019 | doki Popular Star of the Year           | Tencent Video All Star Award                                 | -                          | Ganó      |
| 2019 | 2019 Tencent VIP Star                   | Tencent Video All Star Award                                 | -                          | Ganó      |
| 2019 | Person of the Year                      | Beijing News Weekly                                          | -                          | Ganó      |
| 2019 | Hottest Star of the Year                | Baidu Fudian Award                                           | -                          | Ganó      |
| 2019 | Popular Actor of the Year Award         | 2020 iQiYi Scream Night                                      | -                          | Ganó      |
| 2019 | Most Promising Artist                   | Sougou In Award                                              | -                          | Ganó      |
| 2019 | Person of The Year (Dream)              | Cosmo Glam Night                                             | -                          | Ganó      |
| 2019 | Outstanding Actor of the Year           | Sina The Most Beautiful Performance                          | The Untamed                | Ganó      |
| 2019 | Outstanding Actor of the Year           | Sina The Most Beautiful Performance                          | Jade Dynasty               | Ganó      |
| 2019 | Most Promising Actor                    | China Movie Channel (CCTV-6) M List                          | Jade Dynasty               | Nominado  |
| 2019 | Most Promising Actor                    | Night of the Film                                            | Jade Dynasty               | Nominado  |
| 2019 | Breakthrough Actor (Film)               | 2nd Cultural and Entertainment Industry Congress             | Jade Dynasty               | Nominado  |
| 2019 | Breakthrough Actor (Drama)              | 2nd Cultural and Entertainment Industry Congress             | The Untamed                | Nominado  |
| 2019 | Best Bromance (junto a Wang Yibo)       | 2nd Cultural and Entertainment Industry Congress             | The Untamed                | Nominados |
| 2019 | Most Popular Actor                      | 2nd Cultural and Entertainment Industry Congress             | The Untamed                | Nominado  |
| 2019 | Most Popular Actor of the Year          | Sina Film & TV Award                                         | The Untamed                | Ganó      |
| 2019 | Actor of the Year                       | Film and TV Role Model 2019 Ranking                          | The Untamed                | Nominado  |
| 2019 | Most Popular Character (por Wei Wuxian) | Weibo TV Series Award                                        | The Untamed                | Ganó      |
| 2019 | Most Popular Actor                      | Weibo TV Series Award                                        | The Untamed                | Nominado  |
| 2019 | Best Actor                              | Golden Bud - The Fourth Network Film And Television Festival | The Untamed                | Nominado  |
| 2019 | Best New Actor                          | 26th Huading Award                                           | The Untamed                | Ganó      |
| 2019 | Most Popular Actor                      | Golden Tower Award                                           | The Untamed                | Ganó      |
| 2019 | Most Popular Actor of the Autumn        | Sofa Film Festival                                           | The Untamed                | Ganó      |
| 2019 | Best Actor (Web Series)                 | 3rd Yinchuan Internet Film Festival                          | The Untamed                | Ganó      |
| 2019 | Best Actor (Web Series)                 | 6th The Actors of China Award Ceremony                       | The Untamed                | Nominado  |
| 2019 | Philanthropy Award                      | China Celebrity Charity Gala                                 | -                          | Ganó      |
| 2018 | Beautiful Idol of the Year              | 25th Cosmo Beauty Ceremony                                   | -                          | Ganó      |
| 2018 | DOKI Popularity Awardd                  | 3rd Tencent Video Star Award                                 | -                          | Ganó      |
| 2017 | Best New Actor                          | Tencent Video Star Award                                     | Super Star Academy         | Nominado  |
| 2017 | Most Popular New Idol                   | 16th Top Chinese Music Award                                 | -                          | Nominado  |

### Música
| Año  | Categoría                            | Premio                            | Trabajo                     | Resultado |
| ---- | ------------------------------------ | --------------------------------- | --------------------------- | --------- |
| 2020 | Male Singer of the Year              | Tencent Entertainment White Paper | "Spot Light" (光 点)        | Ganó      |
| 2020 | Top Ten Songs                        | 27th ERC Chinese Top Ten Award    | "Remaining Years"           | Ganó      |
| 2020 | Top Ten Songs (junto a Wang Yibo)    | 27th ERC Chinese Top Ten Award    | "Unrestrained"              | Ganaron   |
| 2019 | Song of the Year (junto a Wang Yibo) | Kugou Music Award                 | "Unrestrained"              | Ganaron   |
| 2019 | Song of the Year (junto a Wang Yibo) | Tencent Music Entertainment Award | "Unrestrained"              | Ganaron   |
| 2019 | 10 Million Certification             | QQ Music                          | "Songs Ends With Chen Qing" | Ganó      |